# RZM-Steuerung

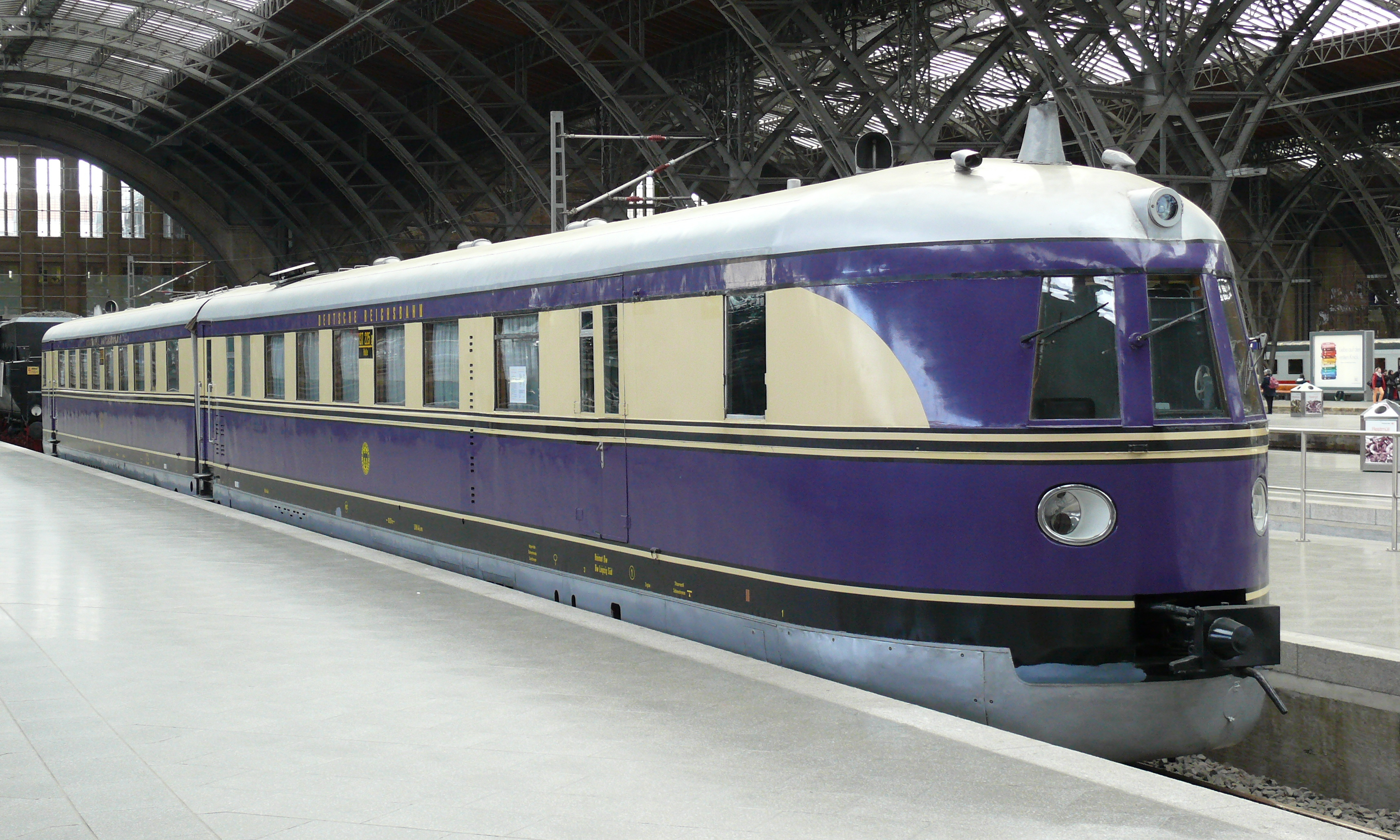
Die Schnelltriebwagen Bauart Hamburg waren mit RZM-Steuerung ausgestattet

Die RZM-Steuerung (auch RZM-Einheitssteuerung oder RZM-Mehrfachsteuerung) ist eine elektrische Schaltung bei Schienenfahrzeugen mit dieselelektrischer Kraftübertragung.

## Geschichte und Einsatzgebiet

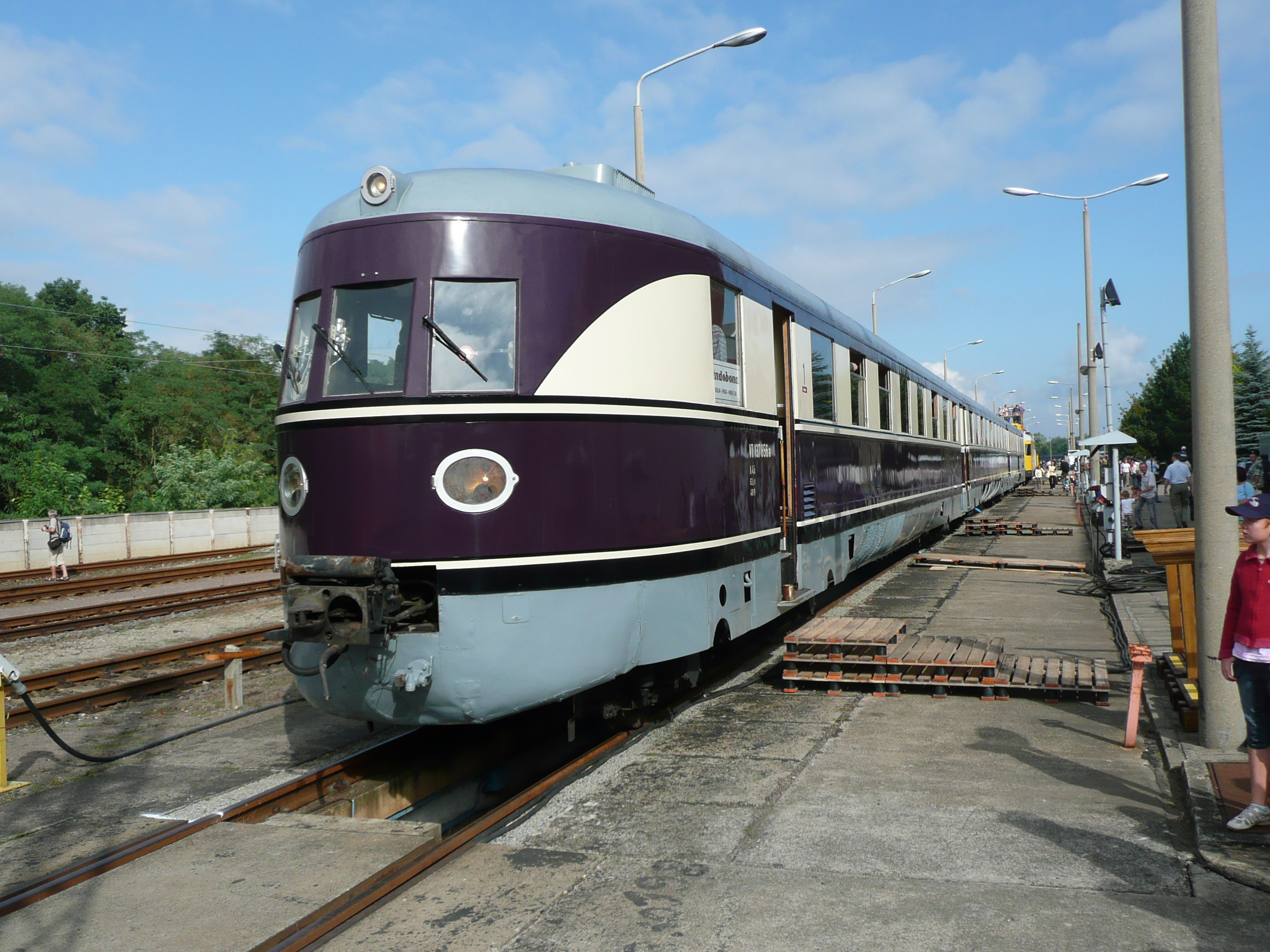
Ebenso SVT Bauart Köln

Die RZM-Steuerung wurde 1934 vom Reichsbahn-Zentralamt München (RZM) gemeinsam mit AEG und Siemens-Schuckert entwickelt und stellt eine Weiterentwicklung der GEBUS-Steuerung mit Elementen der Lemp-Steuerung dar. Die meisten dieselelektrisch angetriebenen Triebwagen der Deutschen Reichsbahn waren mit dieser Steuerung ausgestattet. Zu den mit RZM-Steuerung ausgerüsteten Fahrzeugen zählten unter anderem die Baureihen DR 137 031 … 093, DR 137 058 … 079, DR 137 094 … 223, DR 137 117 bis 120, DR 137 149 … 232 (SVT Bauart Hamburg), DR 137 153 … 234 (SVT Bauart Leipzig) und DR 137 273 … 858 (SVT Bauart Köln).
Die RZM-Steuerung konnte als Vielfachsteuerung eingesetzt werden, die Übertragungsleitung bestand aus einer 32-poligen Steuerleitung. Es konnten bis zu drei Triebwagen gesteuert werden, jedoch mussten die hinteren beiden Maschinenanlagen durch einen Maschinenwärter überwacht werden. Auch ist der Einsatz als (servomotorische) Dieselmotor-Leistungsregelung bei den dieselhydraulisch angetriebenen DR 137 162 und 163 bekannt. Technisch ähnelte sie den bei den Baureihen VT 41 und VT 70 der Österreichischen Bundesbahnen zum Einsatz gekommenen Steuerung.

## Aufbau und Prinzip

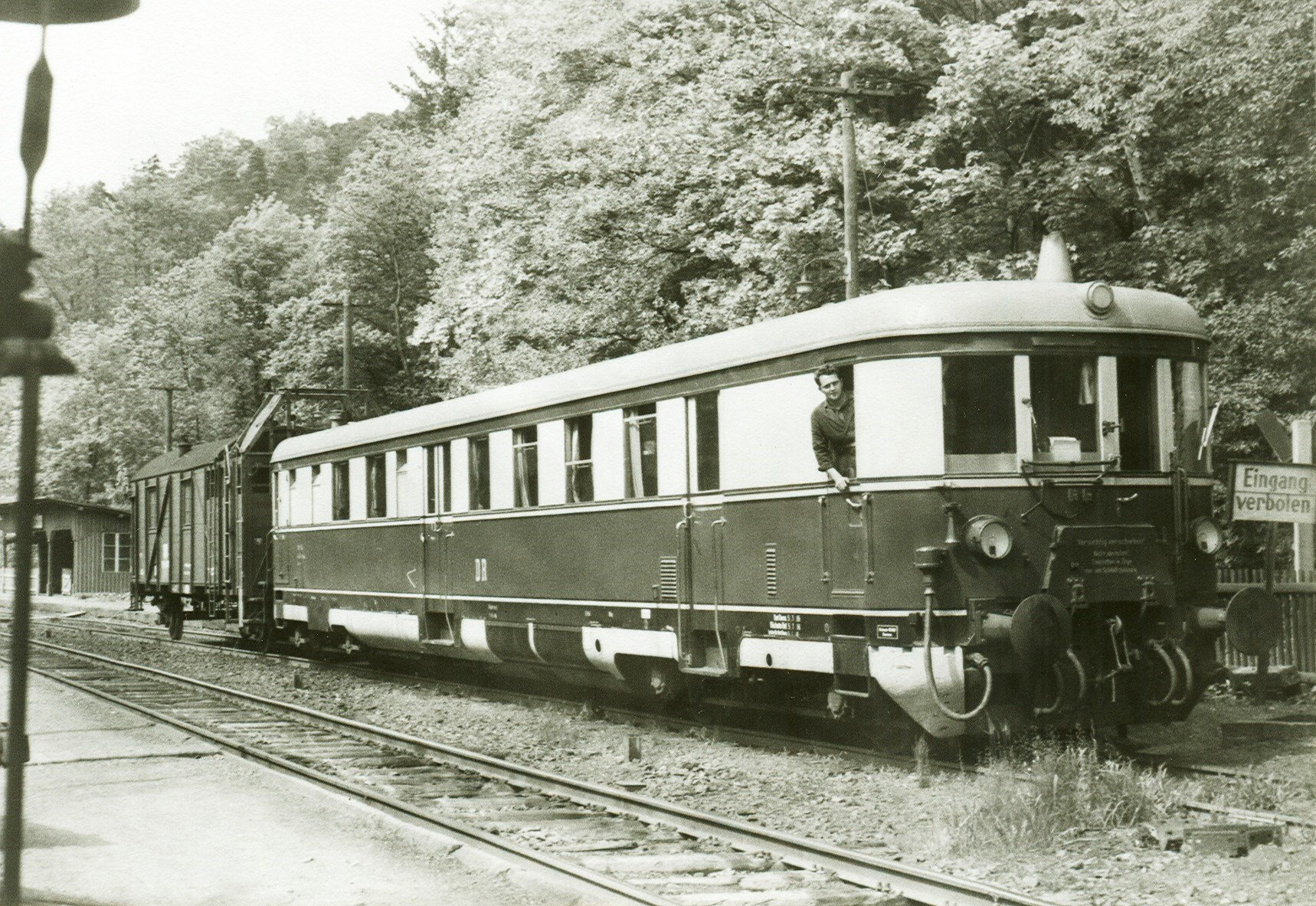
VT 137 100

Der Hauptgenerator ist mit der Erregermaschine kombiniert und besitzt drei Wicklungen, und zwar eine Nebenschlusswicklung, eine von der Erregermaschine gespeiste Fremderregung sowie eine Gegenverbundwicklung. Die Erregermaschine wiederum besitzt eine von der Hauptbatterie gespeiste Nebenschlusswicklung sowie eine Gegenverbundwicklung, welche den Spannungsabfall bei Belastung ausgleicht.
Die Steuerung erfolgt ähnlich dem GEBUS-Prinzip rein durch Veränderung der Dieselmotordrehzahl über einen Servomotor am Drehzahlregler; zusätzlich wird durch den Servomotor über einen Vorschaltwiderstand die Fremderregung von Hauptgenerator und Erregermaschinen auf einen der Dieselmotordrehzahl entsprechenden Wert eingestellt. Bei der RZM-Steuerung werden zusätzlich zwei Stromwächter im Hauptstromkreis in Abhängigkeit zur Fahrgeschwindigkeit geschaltet, welche die Fremderregung des Generators durch Zwischenschalten von Widerständen schwächen. So kann die Generatorleistung auch ohne Drehzahlveränderung beeinflusst werden; zugleich ist eine bessere Leistungsanpassung durch Ausnützung der zwei Charakteristiken des Hauptgenerators möglich. Ähnlich dem GEBUS-Prinzip erfolgt die Dieselmotordrehzahl-Änderung nur in kleinen Werten, so dass die Motorleistung möglichst gleichbleibend ausgenützt werden kann.
Das Starten des Dieselmotors erfolgt durch den als Motor laufenden Hauptgenerator, wobei die Gegenverbundwicklung sowie eine Starterwicklung in Serie geschaltet und von der Batterie gespeist werden. Diese wird von der Erregermaschine über einen Widerstand geladen, wobei der Ladestromkreis bei genügender Maschinenspannung selbsttätig geschlossen wird.
Zusätzlich ist eine Notschaltung vorhanden, die es erlaubt, bei Ausfall des Dieselmotors die elektrischen Fahrmotoren von der Batterie aus zu speisen und das Fahrzeug damit in den nächsten Bahnhof zu führen.